# BBC Radio Scotland
BBC Radio Scotland ist ein englischsprachiges Hörfunkprogramm für Schottland und wird von BBC Scotland mit Sitz in Glasgow produziert. Es ist nicht zu verwechseln mit dem gälischsprachigen BBC Radio nan Gàidheal.
Der Sender war ursprünglich ein Regionalprogramm des landesweit ausgestrahlten BBC Radio 4 und wurde im November 1978 zum Vollprogramm ausgebaut. Bis in die frühen 90er-Jahre wurde nur tagsüber ein Programm produziert, da die Mittelwellensender in den Nachtstunden als Füllsender für BBC Radio 4 benötigt wurden. Heute wird das Programm 19 Stunden am Tag ausgestrahlt, nachts wird das Programm von BBC Radio 5 Live übernommen. Es handelt sich um ein Unterhaltungsprogramm mit Nachrichten und Musik mit speziellem Schwerpunkt auf die Sportberichterstattung der schottischen Ligen.
Es gibt neben dem Hauptprogramm noch zwei Regionalisierungen, BBC Radio Orkney für die Orkneyinseln und BBC Radio Shetland für die Shetlandinseln. Diese Regionalprogramme strahlen jeweils eine halbe Stunde ein eigenes Programm aus und übernehmen in der restlichen Zeit das Programm von BBC Radio Scotland.
BBC Radio Scotland ist flächendeckend auf UKW in Schottland zu empfangen. Daneben ist der Sender auch auf Mittelwelle empfangbar (Burghead und Westerglen 810 kHz sowie Füllsender in Redmoss und Dumfries). Die Programme auf UKW und Mittelwelle werden gelegentlich heute noch auseinandergeschaltet, zum Beispiel für Live-Übertragungen aus dem schottischen Parlament.